# Huysuz Virjin
 Huysuz Virjin war der Künstlername des türkischen Travestiekünstlers Seyfettin Dursunoğlu (* 1. Oktober 1932 in Trabzon; † 17. Juli 2020 in Istanbul). Er galt als landesweit bekannter Showstar und Komödiant. „Huysuz virjin“ bedeutet auf Türkisch grimmige Jungfrau.
Er wurde 1932 in Trabzon geboren und verbrachte seine Jugendjahre in Istanbul. Nach dem Besuch des Haydarpaşa Lisesi (dort lernte er den Künstler Zeki Müren kennen) begann er nach einem abgebrochenen Anglistikstudium sein Berufsleben als Beamter bei der Sozialversicherung. Parallel dazu trat er als Komödiant in den Kneipen Beylerbeyis auf und ab den 1970ern tat er dies explizit als Travestiekünstler in namhaften Lokalitäten und Gazinos (Kulüb 12, Maksim). Weil er damit großen Erfolg hatte, kündigte er seine Arbeitsstelle. Ende der 1970er durfte er im damals einzigen staatlichen Fernsehsender TRT auftreten, größere Bekanntheit erlangte er in den 1990er Jahren bei den Privatkanälen, zuerst bei Atv, dann Show TV und Kanal D, wo er jeweils eigene populäre Shows unterhielt und namhafte Künstler empfing.
Er spielte dabei die Rolle der grimmigen, schlechtgelaunten Diva, die in ihrer Sprache und Umgang keinerlei Tabus scheut. Die Darbietung war zumeist komplett improvisiert und das Publikum eingebunden. Vor allem in den 1990er Jahren war die Sprache sehr derb und wurde teils pausenlos von Zensurgeräuschen begleitet, wenn Sexual- oder Fäkalbegriffe fielen. Auch deshalb wurde der ausstrahlende Fernsehkanal Kanal D viermal von der türkischen Aufsichtsbehörde RTÜK zeitweilig komplett aus dem Sendebetrieb genommen. Daraufhin wurden Codewörter für bestimmte Begriffe etabliert. Namhafte weibliche Gäste wurden auf ihr gewachsenes vizigot hingewiesen (vizigot war das Codewort für Hintern) oder es wurde nach dem Zustand ihres ostrogot (Codewort für Vagina) gefragt, wodurch sich Spannung zwischen dem Travestiekünstler, dem Publikum (welches die Codesprache beherrschte) und den teils ahnungslosen Gästen bildete und Strafen durch die Aufsichtsbehörde umgangen werden konnten.
Mit der politischen Islamisierung und einer konservativer aufgestellten Aufsichtsbehörde nahmen ab 2002 die Fernsehauftritte rapide ab. RTÜK mahnte die Sender, ihn nicht in Frauenkleidern auftreten zu lassen, da dies gegen den guten Geschmack verstoße und ein schlechtes Beispiel für die Kinder sei. Von da an moderierte er die wenigen Sendungen (Benimle Dans Eder misin, Benzemez Kimse Sana) ohne Travestie. Er war nie verheiratet und lebte im Istanbuler Stadtteil Üsküdar.
Anfang Juli 2020 wurde er mit einer Lungenentzündung in ein Istanbuler Krankenhaus eingeliefert. Dort starb er zwei Wochen später kinderlos im Alter von 87 Jahren an COPD.